# Humberto Suazo
Humberto Andrés Suazo Pontivo (* 10. Mai 1981 in San Antonio) ist ein chilenischer Fußballspieler (Stürmer).

## Jugend
Im Alter von sechs Jahren wurde Suazo von seinem Vater zum Jugendtraining des Club Torino in seiner Heimatstadt San Antonio mitgenommen. Suazos Vater war dort selbst früher aktiver Spieler gewesen.
Im Dezember 1995 absolvierte Suazo ein Probetraining bei der Jugendabteilung des Erstligisten Universidad Católica und wurde im März des Folgejahres in dessen Nachwuchsprogramm aufgenommen. Über die Zeit sagt Suazo, der häufig das Internat des Vereins verließ, um nach San Antonio zurückzukehren, er habe damals die Möglichkeiten, die der Club ihm gegeben habe, nicht voll genutzt. Er galt als trainingsfaul.

## Karriere

### Verein
Im Jahr 2000 lieh Universidad Católica Suazo an den Zweitligisten CD Ñublense aus, da er bei Universidad Católica als undiszipliniert galt. Er gab sein Profidebüt gegen CD Magallanes, einen Verein, für den er später selbst spielte. In seinem ersten Spiel erzielte er gleich ein Tor. Am Ende des Jahres erlitt er einen Schienbeinbruch und fiel sieben Monate aus. Diese Verletzung verhindere auch seine Teilnahme an der Jugendweltmeisterschaft 2001.
Nachdem 2001 sein Vertrag mit Universidad Católica ausgelaufen war, wechselte Suazo zum CD Magallanes. Im Jahr 2002 schloss er sich San Antonio Unido aus seiner Heimatstadt an. Im Jahr 2003 spielte er für den Drittligisten San Luis Quillota, für den er in einer Saison 40 Tore erzielte.
In den Jahren 2004 und 2005 spielte Suazo für den Erstligisten Audax Italiano. Zu Beginn des Jahres 2004 zog er sich erneut eine schwere Verletzung zu, die ihn lange außer Gefecht setzte. Dennoch erzielte er insgesamt 17 Tore für Audax, bevor er 2006 zum CSD Colo-Colo wechselte. Hier hatte er kurz nach seinem Wechsel seinen ersten internationalen Auftritt in der Qualifikationsrunde der Copa Libertadores 2006 gegen Deportivo Guadalajara. Obwohl Colo-Colo sich nicht für die Hauptrunde qualifizieren konnte, machte Suazo durch einen Hattrick im Rückspiel auf sich aufmerksam.
In der chilenischen Liga wurde Suazo mit 12 Toren in 14 Spielen der regulären Saison Torschützenkönig der Apertura-Saison 2006 (gemeinsam mit Juan Quiroga) und mit seiner Mannschaft chilenischer Meister. Im parallel ausgetragenen internationalen Wettbewerb um die Copa Sudamericana 2006 wurde Suazo mit 10 Toren ebenfalls Torschützenkönig. Im Viertelfinale gegen Gimnasia y Esgrima de La Plata erzielte er erneut einen Hattrick. Colo-Colo erreichte das Finale des Wettbewerbs, unterlag aber dem CF Pachuca. Im Clausura-Turnier (der zweiten Saisonhälfte) erzielte Suazo 15 Tore und trug damit zur erneuten Meisterschaft erheblich bei, unter anderem durch zwei Tore im Endspiel gegen seinen ehemaligen Verein Audax.
Nachdem in der Saisonpause Ende 2006 Gerüchte um Wechsel nach Mexiko und Italien aufgekommen waren, erwarb Colo-Colo den restlichen Anteil von Suazos Transferrechten, die noch bei Audax Italiano gelegen hatten.
Im Apertura-Turnier 2007 wurde Suazo erneut Torschützenkönig, diesmal mit 18 Toren. und verhalf seiner Mannschaft damit zur 27. Meisterschaft in der Vereinsgeschichte. In der Copa Libertadores 2007 erzielte Suazo in sieben Spielen fünf Tore und trug damit zum Gruppensieg in der Vorrunde und zum Erreichen des Viertelfinals bei, in dem seine Mannschaft gegen den Club América aus Mexiko unterlag.
Insgesamt erzielte Suazo in 54 regulären und Finalspielen der chilenischen Liga für Colo-Colo 52 Tore. Hinzu kamen acht Tore in neun Spielen der Copa Libertadores und zehn Tore in zwölf Spielen der Copa Sudamericana.
Suazos Vertrag lief im Juni 2007 aus. Er wechselte schließlich für eine Ablösesumme von 5 Millionen US-Dollar zum CF Monterrey nach Mexiko, eine der höchsten Ablösesummen aller Zeiten für einen ins Ausland wechselnden chilenischen Spieler. Dort spielte er bis zum Januar 2010. Am 8. Januar gab der spanische Erstligist Real Saragossa die Verpflichtung Suazos bekannt. Sein Vertrag lief bis zum Ende der Saison 2009/10. Der Verein besaß eine Kaufoption auf den Spieler, die er aber nicht zog, so dass Suazo zum CF Monterrey nach Mexiko zurückkehrte. Mit dem Verein gewann er 2011, 2012 und 2013 die CONCACAF Champions League.

### Nationalmannschaft
Suazo gab am 9. Februar 2005 sein Debüt in der chilenischen Nationalmannschaft bei einem Freundschaftsspiel gegen Ecuador, als er in der 82. Minute für Mark González eingewechselt wurde. Seitdem absolvierte er bis zum 15. Juli 2010 42 Länderspiele, in denen er bisher 18 Tore erzielte, das erste am 16. August 2006 in einem Freundschaftsspiel gegen Kolumbien (1:2). Bei der Qualifikation zur Fußball-Weltmeisterschaft 2010 wurde er mit 10 Treffern Torschützenkönig in der Ausscheidung von Südamerika.

## Titel und Auszeichnungen

### Verein
- Chilenischer Meister 2006 (Apertura), 2006 (Clausura), 2007 (Apertura)
- Mexikanischer Meister 2010 (Apertura) und 2011 (Apertura)
- CONCACAF Champions-League-Sieger 2011, 2012 und 2013 mit Monterrey

### Individuell
- Torschützenkönig der chilenischen 1. Liga (2006 Apertura, 2007 Apertura)
- Torschützenkönig der chilenischen 3. Liga (2003)
- Torschützenkönig der Copa Sudamericana 2006
- Goldener Ball der IFFHS als bester Torschütze in internationalen Wettbewerben (Welttorjäger) im Jahr 2006 (17 Tore, davon 10 in der Copa Sudamericana, 3 in der Copa América und 4 in (Freundschafts-)Länderspielen), vor Peter Crouch[5]
- Silberner Ball IFFHS als zweiterfolgreichster Erstligatorschütze der Welt 2006 (34 Tore), nur übertroffen von Klaas Jan Huntelaar[5]
- seine 51 Tore in einem Kalenderjahr (2006) in offiziellen Wettbewerben sind Rekord in Chile